# Marc Didou
Marc Didou (Brest, 22 maggio 1963) è uno scultore francese.

## Biografia
Marc Didou ha studiato alla Scuola Superiore delle Belle Arti di Brest.
Ha ottenuto un diploma di laurea in Espressione plastica nel 1987, iniziando successivamente a lavorare l'acciaio. 
Realizza le sue prime sculture in ferro battuto nel 1988. 
La sua prima personale viene organizzata presso il Museo delle Belle Arti di Brest nel 1991. Il Fondo Regionale d'Arte Contemporanea della Bretagna gli dedica una mostra prima al TNB a Rennes nel 1993, poi, nel 1995, al museo della Cohue a Vannes. Insegna alla Scuola Superiore delle Belle Arti di Brest dal 1999 al 2004. I suoi lavori sono stati esposti dalla galleria Martini&Ronchetti di Genova nel 2002, 2005 e nel 2009, e da diverse istituzioni d'arte in Italia: il Museo d'arte contemporanea Villa Croce a Genova nel 2003, la Fondazione Raggianti a Lucca nel 2004. Nel 2005 viene inaugurata a Torino la scultura sonora Eco, collocata nel settore della Mole Antonelliana. Espone nel Regno Unito alla Queen's University di Belfast nel 2007.

## Opere

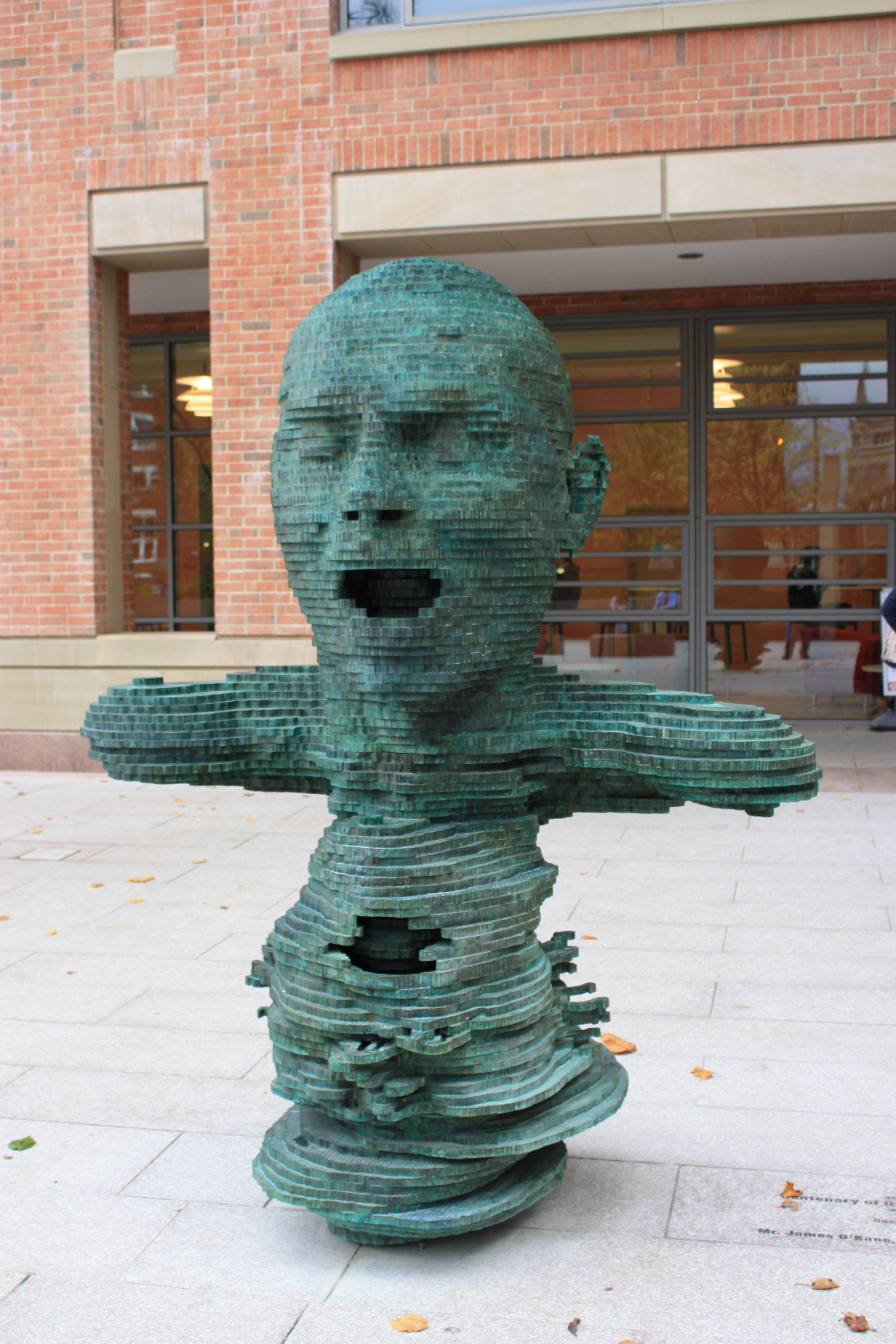
Belfast (414), October 2009

Marc Didou è stato salutato da Mark di Suvero come “uno dei pionieri dell'arte del ferro battuto”.
Fino al 1998 realizza sculture e costruzioni modulari in acciaio, spesso di grandi dimensioni, i cui temi ricorrenti fanno riferimento alla biologia e al corpo umano. 
In seguito, si è allontanato dall'approccio empirico ai materiali per dedicarsi a una ricerca obiettiva metodica e scientifica. Nel 1996 debutta con la serie di sculture realizzate con la tecnica della risonanza magnetica, utilizzando appunto le tecnologie dell'imaging biomedico. 
Nelle sue installazioni Marc Didou esplora anche l'interazione tra oggetto e fenomeni luminosi; riattualizza le leggi dell'anamorfosi mettendo in discussione la nozione del reale e del virtuale

## Premi
Nel 2005 gli viene attribuito il 56º Premio Michetti per la scultura 'Signe de l'autre I'. 
Quest'opera era stata presentata nella mostra 'In and Out, Opere e Ambiente nella dimensione glocal' presso la Fondazione Michetti di Francavilla al Mare.